# Puchar Polski w Koszykówce Mężczyzn 2020
Puchar Polski w Koszykówce Mężczyzn 2020 – 57. edycja Pucharu Polski w koszykówce mężczyzn, rozegrana w dniach 13–16 lutego 2020 w Arenie Ursynów w Warszawie.
Triumfatorem został Anwil Włocławek, po wygranej w finale 103:96 z Polskim Cukrem Toruń, natomiast MVP wybrano Shawna Jonesa z Anwilu Włocławek.

## System rozgrywek
Rozgrywki odbyły się w formule Final Eight. Udział w imprezie zapewniony miał jej gospodarz – Legia Warszawa, natomiast pozostałe 7 miejsc przypadło drużynom najwyżej sklasyfikowanym w tabeli PLK sezonu 2020/21 na dzień 6 stycznia 2020.

## Drabinka turniejowa
Losowanie drabinki turniejowej odbyło się 10 stycznia 2020 w ratuszu w Warszawie.
|  | Ćwierćfinały                 | Ćwierćfinały                 | Ćwierćfinały        |                     |                              | Półfinały                    | Półfinały | Półfinały |  |  | Finał | Finał | Finał |  |
|  |                              |                              |                     |                     |                              |                              |           |           |  |  |       |       |       |  |
|  | Legia Warszawa               | Legia Warszawa               | 58                  |                     |                              |                              |           |           |  |  |       |       |       |  |
|  | Legia Warszawa               | Legia Warszawa               | 58                  |                     |                              |                              |           |           |  |  |       |       |       |  |
|  | HydroTruck Radom             | HydroTruck Radom             | 85                  |                     |                              |                              |           |           |  |  |       |       |       |  |
|  | HydroTruck Radom             | HydroTruck Radom             | 85                  |                     | HydroTruck Radom             | HydroTruck Radom             | 89        |           |  |  |       |       |       |  |
|  |                              |                              |                     |                     | HydroTruck Radom             | HydroTruck Radom             | 89        |           |  |  |       |       |       |  |
|  |                              |                              | Anwil Włocławek     | Anwil Włocławek     | 108                          |                              |           |           |  |  |       |       |       |  |
|  | Start Lublin                 | Start Lublin                 | Anwil Włocławek     | Anwil Włocławek     | 108                          | 81                           |           |           |  |  |       |       |       |  |
|  | Start Lublin                 | Start Lublin                 |                     |                     |                              |                              |           |           |  |  |       |       |       |  |
|  | Anwil Włocławek              | Anwil Włocławek              | 87                  |                     |                              |                              |           |           |  |  |       |       |       |  |
|  | Anwil Włocławek              | Anwil Włocławek              | 87                  |                     | Anwil Włocławek              | Anwil Włocławek              | 103       |           |  |  |       |       |       |  |
|  |                              |                              |                     |                     |                              |                              |           |           |  |  |       |       |       |  |
|  |                              |                              | Polski Cukier Toruń | Polski Cukier Toruń | 96                           |                              |           |           |  |  |       |       |       |  |
|  | Stelmet Enea BC Zielona Góra | Stelmet Enea BC Zielona Góra | Polski Cukier Toruń | Polski Cukier Toruń | 96                           | 82                           |           |           |  |  |       |       |       |  |
|  | Stelmet Enea BC Zielona Góra | Stelmet Enea BC Zielona Góra |                     |                     |                              |                              |           |           |  |  |       |       |       |  |
|  | Trefl Sopot                  | Trefl Sopot                  | 75                  |                     |                              |                              |           |           |  |  |       |       |       |  |
|  | Trefl Sopot                  | Trefl Sopot                  | 75                  |                     | Stelmet Enea BC Zielona Góra | Stelmet Enea BC Zielona Góra | 69        |           |  |  |       |       |       |  |
|  |                              |                              |                     |                     | Stelmet Enea BC Zielona Góra | Stelmet Enea BC Zielona Góra | 69        |           |  |  |       |       |       |  |
|  |                              |                              | Polski Cukier Toruń | Polski Cukier Toruń | 72                           |                              |           |           |  |  |       |       |       |  |
|  | Polski Cukier Toruń          | Polski Cukier Toruń          | Polski Cukier Toruń | Polski Cukier Toruń | 72                           | 80                           |           |           |  |  |       |       |       |  |
|  | Polski Cukier Toruń          | Polski Cukier Toruń          |                     |                     |                              |                              |           |           |  |  |       |       |       |  |
|  | Asseco Arka Gdynia           | Asseco Arka Gdynia           | 71                  |                     |                              |                              |           |           |  |  |       |       |       |  |

### Ćwierćfinały
| 13 lutego 202018:00 | Legia Warszawa                                        | 58:85(9:20, 19:28, 18:15, 12:22) | HydroTruck Radom                         | Arena Ursynów, Warszawa Sędzia: Janusz Calik, Michał Chrakowiecki, Mariusz Nawrocki |
| 13 lutego 202018:00 | Pkt:Nizioł 14 Zb:Michalak 10 As:Michalak, Nizioł po 4 | 58:85(9:20, 19:28, 18:15, 12:22) | Pkt:Camphor 18 Zb:Bogucki 9 As:Trotter 9 | Arena Ursynów, Warszawa Sędzia: Janusz Calik, Michał Chrakowiecki, Mariusz Nawrocki |

| 13 lutego 202020:30 | Start Lublin                              | 81:87(18:25, 24:14, 22:23, 17:25) | Anwil Włocławek                                     | Arena Ursynów, Warszawa Sędzia: Marcin Kowalski, Adam Wierzman, Bartłomiej Kucharski |
| 13 lutego 202020:30 | Pkt:Dziemba 19 Zb:Borowski 8 As:Dziemba 6 | 81:87(18:25, 24:14, 22:23, 17:25) | Pkt:Freimanis, Sokołowski po 19 Zb:Ledo 7 As:Ledo 8 | Arena Ursynów, Warszawa Sędzia: Marcin Kowalski, Adam Wierzman, Bartłomiej Kucharski |

| 14 lutego 202018:00 | Stelmet Enea BC Zielona Góra              | 82:75(18:22, 28:17, 16:15, 20:21) | Trefl Sopot                                 | Arena Ursynów, Warszawa Sędzia: Janusz Calik, Dariusz Zapolski, Michał Proc |
| 14 lutego 202018:00 | Pkt:Hakanson 16 Zb:Meier 6 As:Thomasson 5 | 82:75(18:22, 28:17, 16:15, 20:21) | Pkt:Medlock 22 Zb:Foulland 14 As:Foulland 4 | Arena Ursynów, Warszawa Sędzia: Janusz Calik, Dariusz Zapolski, Michał Proc |

| 14 lutego 202020:30 | Start Lublin                                     | 80:71(12:18, 22:17, 27:18, 19:18) | Asseco Arka Gdynia                        | Arena Ursynów, Warszawa Sędzia: Piotr Pastusiak, Marek Maliszewski, Michał Sosin |
| 14 lutego 202020:30 | Pkt:Wright 19 Zb:Aminu 11 As:Weaver, Wright po 3 | 80:71(12:18, 22:17, 27:18, 19:18) | Pkt:Bostic 22 Zb:Hammonds 8 As:Szubarga 7 | Arena Ursynów, Warszawa Sędzia: Piotr Pastusiak, Marek Maliszewski, Michał Sosin |

### Półfinały
| 15 lutego 202015:00 | HydroTruck Radom                         | 89:108(30:23, 13:28, 19:31, 27:26) | Anwil Włocławek                  | Arena Ursynów, Warszawa Sędzia: Marcin Kowalski, Marek Maliszewski, Michał Chrakowiecki |
| 15 lutego 202015:00 | Pkt:Camphor 24 Zb:Bogucki 7 As:Camphor 7 | 89:108(30:23, 13:28, 19:31, 27:26) | Pkt:Simon 26 Zb:Ledo 9 As:Dowe 7 | Arena Ursynów, Warszawa Sędzia: Marcin Kowalski, Marek Maliszewski, Michał Chrakowiecki |

| 15 lutego 202019:00 | Stelmet Enea BC Zielona Góra                       | 69:72(20:16, 11:13, 23:22, 15:21) | Polski Cukier Toruń                   | Arena Ursynów, Warszawa Sędzia: Piotr Pastusiak, Wojciech Liszka, Dariusz Zapolski |
| 15 lutego 202019:00 | Pkt:Meier 14 Zb:Meier 10 As:Hakanson, Ponitka po 4 | 69:72(20:16, 11:13, 23:22, 15:21) | Pkt:Weaver 17 Zb:Kulig 10 As:Weaver 4 | Arena Ursynów, Warszawa Sędzia: Piotr Pastusiak, Wojciech Liszka, Dariusz Zapolski |

### Finał
| 16 lutego 202018:00 | Anwil Włocławek                                   | 103:96(28:28, 26:19, 21:24, 28:25) | Polski Cukier Toruń                                | Arena Ursynów, Warszawa Sędzia: Janusz Calik, Wojciech Liszka, Łukasz Jankowski |
| 16 lutego 202018:00 | Pkt:Jones 27 Zb:Jones, Sokołowski po 5 As:Dowe 10 | 103:96(28:28, 26:19, 21:24, 28:25) | Pkt:Hornsby 21 Zb:Kulig 5 As:Diduszko, Wright po 5 | Arena Ursynów, Warszawa Sędzia: Janusz Calik, Wojciech Liszka, Łukasz Jankowski |

## Konkurs wsadów
15 lutego 2020 przed finałem turnieju odbył się również konkurs wsadów. W pierwszej rundzie wzięło udział sześciu zawodników PLK, każdy miał po dwie próby, a do finału awansowało 3 zawodników z najlepszymi rezultatami. Wygrał Thomas Davis z Kinga Szczecin.

### Uczestnicy
- Thomas Davis (King Szczecin)
- Nana Foulland (Trefl Sopot)
- Cleveland Melvin (King Szczecin)
- Jakub Nizioł (Legia Warszawa)
- Brandon Tabb (GTK Gliwice)
- Mathieu Wojciechowski (WKS Śląsk Wrocław)

### Rundy

#### I runda
| Lp. | Zawodnik              | Punkty |
| --- | --------------------- | ------ |
| 1.  | Jakub Nizioł          | 88     |
| 2.  | Cleveland Melvin      | 85     |
| 3.  | Thomas Davis          | 82     |
| 4.  | Mathieu Wojciechowski | 78     |
| 5.  | Nana Foulland         | 70     |
| 6.  | Brandon Tabb          | 59     |

#### Finał
| Lp. | Zawodnik         | Punkty |
| --- | ---------------- | ------ |
| 1.  | Thomas Davis     | 93     |
| 2.  | Jakub Nizioł     | 93     |
| 3.  | Cleveland Melvin | 69     |

#### Dogrywka
| Lp. | Zawodnik     | Punkty |
| --- | ------------ | ------ |
| 1.  | Thomas Davis | 44     |
| 2.  | Jakub Nizioł | 42     |

## Konkurs rzutów za 3
15 lutego 2020 przed finałem turnieju odbył się również konkurs rzutów za 3. W pierwszej rundzie wzięło sześciu zawodników, a do finału awansowało 3 zawodników z największą liczbą punktów za trafione rzuty. Wygrał Mārtiņš Laksa z Polpharmy Starogard Gdański.

### Uczestnicy
- Raymond Cowels (PGE Spójnia Stargard)
- Michał Chyliński (Enea Astoria Bydgoszcz)
- Michael Hicks (Polpharma Starogard Gdański)
- Mārtiņš Laksa (Start Lublin)
- Michał Michalak (Legia Warszawa)
- Jarosław Zyskowski (Stelmet Enea BC Zielona Góra)

### Rundy

#### I runda
| Lp. | Zawodnik           | Punkty |
| --- | ------------------ | ------ |
| 1.  | Michał Michalak    | 22     |
| 2.  | Michael Hicks      | 20     |
| 3.  | Michał Chyliński   | 18     |
| 4.  | Raymond Cowels     | 14     |
| 5.  | Mārtiņš Laksa      | 13     |
| 6.  | Jarosław Zyskowski | 10     |

#### Finał
| Lp. | Zawodnik         | Punkty |
| --- | ---------------- | ------ |
| 1.  | Michael Hicks    | 23     |
| 2.  | Michał Chyliński | 20     |
| 3.  | Michał Michalak  | 16     |